# Myopias
Myopias är ett släkte av myror. Myopias ingår i familjen myror.

## Bildgalleri

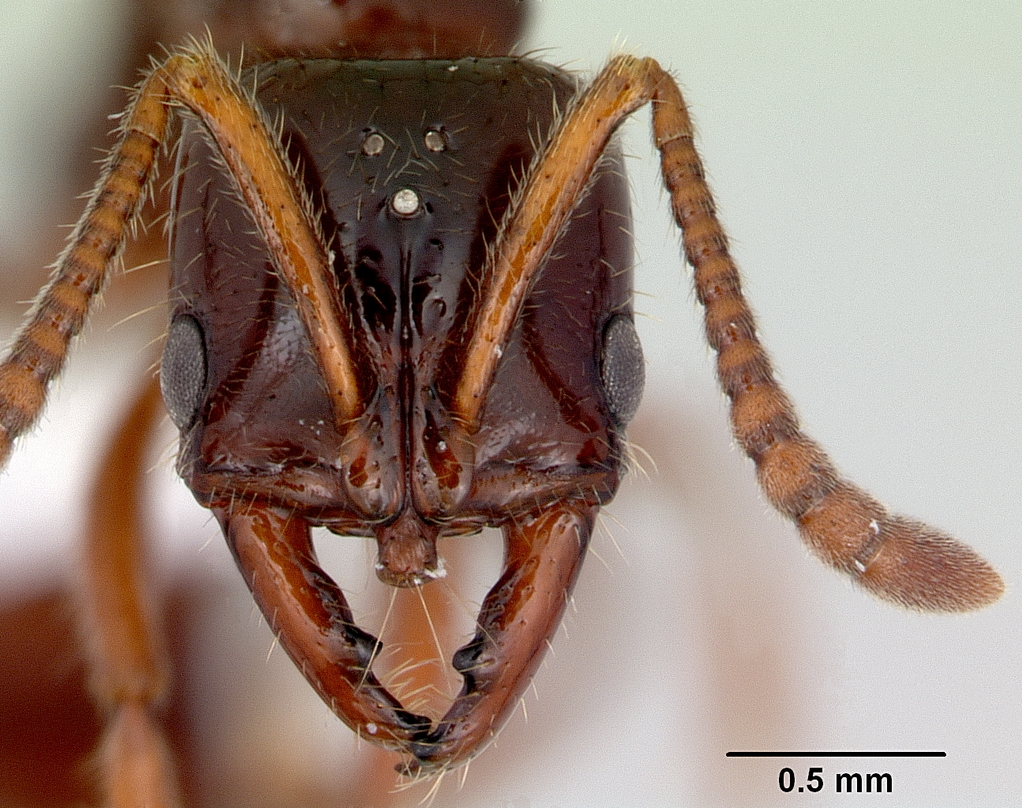

## Dottertaxa tillMyopias, i alfabetisk ordning[1]
- Myopias amblyops
- Myopias bidens
- Myopias breviloba
- Myopias castaneicola
- Myopias chapmani
- Myopias concava
- Myopias crawleyi
- Myopias cribriceps
- Myopias delta
- Myopias densesticta
- Myopias emeryi
- Myopias gigas
- Myopias hollandi
- Myopias julivora
- Myopias kuehni
- Myopias latinoda
- Myopias levigata
- Myopias lobosa
- Myopias loriai
- Myopias maligna
- Myopias mandibularis
- Myopias mayri
- Myopias media
- Myopias modiglianii
- Myopias nops
- Myopias philippinensis
- Myopias punctigera
- Myopias ruthae
- Myopias santschii
- Myopias tasmaniensis
- Myopias tenuis
- Myopias trumani
- Myopias xiphias